# Cephalobyrrhus sichuanensis
Cephalobyrrhus sichuanensis är en skalbaggsart som beskrevs av Andreas Pütz 1998. Cephalobyrrhus sichuanensis ingår i släktet Cephalobyrrhus och familjen lerstrandbaggar. Inga underarter finns listade i Catalogue of Life.